# Resolución (derecho)
Una resolución es una moción escrita por una Asamblea y cuyo significado equivale al de decisión, acuerdo, acto administrativo, instrucción, providencia, auto o fallo de autoridad gubernativa o judicial. La sustancia de la resolución puede ser nada que normalmente pueda ser propuesto como una moción. Para largas o importantes mociones, aunque es a menudo mejor tenerlas escritas para que esa discusión sea más fácil o que así pueda ser distribuida por fuera del cuerpo, luego de su adopción. Esto es especialmente útil en el caso del tablero de directores o una corporación, la cual usualmente necesita dar su consentimiento al estado real para la compra o venta de la corporación. Tal resolución, cuando es certificada por la secretaría de corporación, da asesoramiento al otro lado de la transacción que la venta fue correctamente autorizada.

## Resoluciones legislativas
En una legislatura, el término resolución se refiere a medidas que no se han convertido en leyes. Esto es usado para diferenciar aquellas medidas de una cuenta, la cual es también una resolución en el sentido técnico. La resolución es a menudo usada para expresar la aprobación o desaprobación del cuerpo de algo que no pueden votar de otra manera, 	
debido a la materia que es dirigida por otra jurisdicción, o protegida por una constitución. Un ejemplo sería una resolución de apoyo para las tropas de una nación en una batalla, la cual no tiene peso legal, pero es adoptada para apoyo moral.
Sin embargo, una legislatura también usa resoluciones para ejercitar uno de sus poderes que no es un poder legislativo. Por ejemplo, el Congreso de los Estados Unidos declara guerra o propone enmiendas constitucionales mediante la adopción de una resolución de empalme. Una casa de legislatura o cámara legislativa también puede usar una resolución para ejercitar sus poderes específicos, como la Cámara de los Comunes Británica pueden elegir su Presidente o como en la Cámara de los Representantes de Estados Unidos pueden acusar a un oficial del gobierno.